# Elin i Horsnäs
Elin i Horsnäs est une prétendue sorcière suédoise exécutée après le 28 septembre 1611. Son procès est l'un des mieux documentés de Suède avant la grande chasse au sorcières de 1668-1676. 

## Contexte
Elin vit dans le Småland au début du XVIIe siècle. 
Si la grande époque de la chasse aux sorcières ne débute en Suède qu'en 1668, cette province suédoise est une exception : on estime que dès le début du XVIIe siècle, s'y tinrent plusieurs procès en sorcellerie — restés mal documentés —, accompagnés d'ordalies et de tortures. Le bourreau Håkan, qui officiait à Jönköping entre 1588 et 1638, semble être le responsable de cette frénésie : prétendant être expert en marques diaboliques, en utilisation de la torture pour obtenir des aveux et en ordalies — savoirs qu'il aurait acquis à l'étranger —, il met en pratique ces techniques dès 1590.
À l'époque, le pays ne possède pas de législation contre la sorcellerie. La pratique est considérée comme vénielle, seulement punissable si elle a causé la mort. Les traces qui subsistent des premiers procès montrent que la plupart des accusés avant 1608 sont acquittés (comme Kristin de Hultaby en 1604 et Karin Månsdotter en 1605) ; ceux reconnus coupables sont fouettés plutôt qu'exécutés. Mais en 1608, la Suède adopte une loi prétendue inspirée par la Bible, qui punit la sorcellerie de la peine de mort.

## Premier procès
Beaucoup d'histoires circulent sur Elin i Horsnäs, qui est depuis longtemps considérée comme une sorcière dans la région. Ainsi en 1591 une femme, Maretta Laressa, se dispute avec elle et la traite de sorcière : Elin la gifle devant de nombreux témoins ; Maretta meurt peu après. 
La première accusation formelle de sorcellerie contre elle date de 1599 ou 1601. Le bourreau Håkan, chasseur éduqué à l'étranger et invité pour traquer les sorcières, lui inflige l'ordalie par l'eau avec deux autres femmes dont les noms sont inconnus. Alors que celles-ci sont condamnées et exécutées, Elin franchit l'épreuve avec succès : elle coule, et est donc acquittée. Mais les soupçons perdurent, et rapidement l'entourage estime qu'elle a soudoyé Håkan, probablement — comme le suggère la suite de l'histoire — en échange de faveurs sexuelles.

## Second procès
En 1611, à Sunnerbo, Elin est à nouveau inculpée. On ignore son âge exact, mais cette année là sa mère est encore en vie, sa sœur se fiance et son fils est un jeune adolescent ; Elin est elle-même veuve.
Une longue liste de charges pèse contre elle : selon ses accusateurs, elle a lancé des sorts d'amour sur le fiancé de sa sœur, Simon Thuresson, alors qu'il envisageait de rompre leurs fiançailles ; elle a assassiné par des pratiques magiques (plus tard révélé être de l'arsenic) et son premier mari Niels Pedersson et Maretta Laressa ; elle a causé la maladie de son ancien beau-frère ; elle a rendu des bovins malades par sorcellerie et a exigé comme rançon de l'argent pour les guérir ;  elle a ensorcelé des lièvres pour qu'ils sucent le lait des vaches de ses voisins et qu'ils le lui rapportent. Des témoins affirment que le fils d'Elin a désigné un oiseau dans le ciel comme étant sa mère, et que cet oiseau venait à lui chaque fois qu'il appelait. 
Devant l'abondance des accusations, la cour décide d'engager un nouveau procès.
Quoique la coutume veuille que l'époux d'une femme mariée assure sa défense, Oluffz, alors le second mari d'Elin, n'est pas autorisé à prendre la parole, et Elin doit donc se défendre seule. Elle rejette toutes les accusations. Pour conduire l'interrogatoire, le bailli de Sunnberbo a obtenu du gouverneur de Jönköping l'assistance de maître Håkan, dix ans après leur première rencontre. 
Alors qu'Elin est entièrement vêtue, Håkan déclare qu'elle porte sous le sein droit la marque du Diable. Des femmes sont chargées de l'examiner, et trouvent en effet une marque particulière à l'endroit désigné par le bourreau. Cela renforce l'idée qu'elle l'avait séduit pour échapper à la première ordalie. Soumise de nouveau à cette épreuve, Elin échoue. Håkan ordonna alors qu'on lui rase la tête (pratique habituelle alors en Allemagne pour les sorcières) et commença à la torturer. Elle ne reconnut aucun des faits de sorcellerie, mais admet avoir empoisonné son premier mari.
Elle fut condamnée à être décapitée le 28 septembre 1611. La date de l'exécution reste inconnue. 
Håkan poursuivit ses persécutions des sorcières jusqu'à sa mort en 1638. Il dirigea les procès de Britta Arfvidsdotter en 1616 et d'Ingeborg Boggesdotter en 1618, toutes deux exécutées pour sorcellerie en 1619.

## Référence
- (en) Cet article est partiellement ou en totalité issu de l’article de Wikipédia en anglais intitulé « Elin i Horsnäs » (voir la liste des auteurs).

## Sources
- Alf Åberg, Häxorna (Les Sorcières) (sv)
- Jan Guillou, Häxornas försvarare (Défenseur des Sorcières) (sv)
- Bengt Ankarloo, Satans raseri (La rage de Satan) (sv)
- Ida Dürango & Sofia Swahn, Häxor je periferin. Trolldomsprocesser je Småland 1604-1619 (Sorcières dans les faubourgs. Le procès des sorcières de Småland 1604-1619) (sv)